# Bowen Bridge
Die Bowen Bridge ist eine vierstreifige Straßenbrücke über den Derwent River im Südosten des australischen Bundesstaates Tasmanien. Sie liegt auf halbem Wege zwischen der Tasman Bridge in Hobart und der Bridgewater Bridge in Bridgewater. Die Goodwood Road (B35) verläuft über sie und verbindet den Brooker Highway (N1) in Glenorchy auf dem Westufer mit East Derwent Highway (B32) auf dem Ostufer.
Die Brücke wurde nach dem Zusammenbruch der Tasman Bridge 1975 mit Bundesmitteln in Höhe von AU-$ 49 Mio. und wurde am 23. Februar 1984 offiziell eröffnet. Sie soll den Berufsverkehr in Hobart übernehmen, wenn auf der Tasman Bridge ein Unfall passiert. Ein Test ergab allerdings massive Verkehrsprobleme für diesen Fall, hauptsächlich, wenn die Infrastruktur zwischen den beiden Brücken auf dem Ostufer des Derwent River die Verkehrsströme nicht aufnehmen kann.